# Balázs Németh (Pfarrer)
Balázs Németh (* 8. Juli 1931 in Budapest; vollständiger Name: Balázs Péter Akos Németh; † 29. Dezember 2018 in Wien) war ein österreichischer evangelisch-reformierter Pfarrer.

## Leben
Németh ging in seiner ostungarischen Heimatstadt Nagykörös zur Schule. Als Jugendlicher erlebte er das prä-faschistische Horthy-Regime und die deutsche Besatzung. Nach dem Oberschulabschluss studierte er von 1949 bis 1954 Theologie an der Reformierten Theologischen Akademie von Budapest und war anschließend zunächst Vikar beim Archiv des Kirchensprengels an der Donau der Reformierten Kirche in Ungarn in Budapest. 1956, im Jahr der Niederschlagung des ungarischen Volksaufstands durch die Sowjetunion, verließ er das Land und ging nach Österreich, um hier im Auftrag des Weltkirchenrates in Genf ungarische Flüchtlinge zu betreuen. 1957/1958 studierte er Theologie an der Universität Heidelberg und von 1958 bis 1960 an der Universität Wien. Némeths Denken wurde durch das Werk von Georg Lukács und die Theologie von Karl Barth geprägt. Zwischen Christentum und Marxismus bzw. Sozialismus hat er immer Gemeinsamkeiten gesehen.
In Österreich wurde er 1964 mit der Pfarrstelle an der Zwinglikirche von Wien-West betraut, wo er zuvor ab 1960 ein Lehrvikariat und ein Vikariat absolviert hatte. Bis zu seiner Pensionierung am 1. Juli 1998 war er als Pfarrer und ab 1986 als Oberkirchenrat zugleich Repräsentant der Evangelischen Kirche H. B. in Österreich. Er war bereits ab 1964 Mitglied der Synode H. B. sowie lange Zeit Mitglied des theologischen und sozialtherapeutischen Ausschusses der Generalsynode A. u. H. B.
Németh war ab 1969 Redakteur des Reformierten Kirchenblatts. Er war 1975/76 an der Gründung der Zeitschrift Kritisches Christentum beteiligt. Seither sind seine Artikel und Predigten konstitutiver Bestandteil von „KC“ – und werden von Zeitschriften im In- und Ausland nachgedruckt. Er gehörte dem Vorstand des Herausgebervereins „Aktion Kritisches Christentum“ an.
Németh gehörte 1984 zu den Gründungsmitgliedern der ökumenischen Aktionsgemeinschaft „Christen für die Friedensbewegung“ und war bis März 2011 stellvertretender Vorsitzender. Er war Mitglied der Christlichen Friedenskonferenz und – von 1965 bis 1985 als Jugendpfarrer H. B. – im (gesamteuropäischen) Ökumenischen Jugendrat engagiert.
1995 solidarisierte er sich zusammen mit dem Theologen Kurt Lüthi in einem Offenen Brief an das Evangelisch-reformierte Moderamen in der Evangelischen Kirche von Brandenburg mit den Pastoren Renate Schönfeld und Dieter Frielinghaus.
2001 vollendete er seine Dissertation über die „Evangelisch-reformierte Lebensgestaltung zwischen Kontinuität und Wandel – Ungarn im 16. Jahrhundert als Beispiel“, die 2003 unter dem Titel … Gott schläft nicht, er blinzelt uns zu … in Buchform erschienen ist und auch ins Ungarische übersetzt wurde. 2002 wurde er am Institut für Europäische Ethnologie der Universität Wien promoviert.
Balázs Németh vertrat bis zu seinem Tod die Evangelische Kirche in Österreich im Volksgruppenbeirat der Bundesregierung für die ungarische Volksgruppe.
Németh lebte in Wien-Strebersdorf, war mit Christiane Német (geborene Nungesser) verheiratet und hatte drei Söhne sowie vier Enkelkinder.

## Schriften
- … Isten nem aloszik, rejánk pislong … Magyarországi Református Egyház Kálvin János K., Budapest 2005.
- Gott schläft nicht, er blinzelt uns zu … Peter-Lang-Verlag, Frankfurt am Main 2003.
- Zu Gemeindeautonomie, Rechtlichkeit und gesellschaftlicher Verantwortung. Ein Offener Brief aus der reformierten Ökumene an das Evangelisch-Reformierte Moderamen in der Evg. Kirche in Berlin-Brandenburg zur Diskriminierung von Renate Schönfeld und Dieter Frielinghaus von Kurt Lüthi und Balázs Németh.
- Die evangelische Pfarrgemeinde H. B. Wien-West. In: Peter Karner (Hg.): Die evangelische Gemeinde H. B. in Wien. Franz Deuticke, Wien 1986, ISBN 3-7005-4579-7, S. 194–198.
- Kirche – lernfähig für die Zukunft? (1998). Festschrift für Johannes Dantine zum 60. Geburtstag, Tyrolia Verlag 1998.[3]
- Aufsätze und Predigten in den Zeitschriften Kritisches Christentum und Reformiertes Kirchenblatt.